# A Night to Remember (película)
A Night to Remember (titulada La última noche del Titanic en España y Una noche para recordar en Hispanoamérica) es una película británica de 1958, dirigida por Roy Ward Baker. 
Está basada en el libro A Night to Remember de Walter Lord, que relata la noche final del transatlántico RMS Titanic.
Ganadora del premio Globo de Oro de 1959, a la Mejor película extranjera.

## Reparto

### Personajes reales
- Kenneth More: Charles Herbert Lightoller, segundo oficial del Titanic.
- Michael Goodliffe: Thomas Andrews, diseñador del Titanic.
- Laurence Naismith: Edward Smith, capitán del Titanic.
- Kenneth Griffith: Jack Phillips, radiotelegrafista jefe del Titanic.
- David McCallum: Harold Bride, radiotelegrafista adjunto del Titanic.
- Tucker McGuire: Margaret «Molly» Brown, conocida como «la insumergible Molly Brown».
- Frank Lawton: J. Bruce Ismay, presidente de la White Star Line (en la película nunca se le llama por su nombre, pero su aspecto físico, su puesto y sus acciones durante esa noche corresponden a Ismay).
- Richard Leech: William McMaster Murdoch, primer oficial del Titanic.
- Anthony Bushell: Arthur Rostron, capitán del Carpathia.
- Alec McCowen: Harold Cottam, radiotelegrafista del Carpathia.
- Geoffrey Bayldon: Cyril Evans, radiotelegrafista del SS Californian.
- George Rose: Charles Joughin, panadero del Titanic.
- Robert Ayres: Mayor Arthur Godfrey Peuchen.
- James Dyrenforth: Coronel Archibald Gracie IV.
- Russell Napier: Stanley Lord, capitán del SS Californian.
- Jane Downs: Sylvia Lightoller, esposa del segundo oficial, Charles Lightoller.
- Joseph Tomelty: Dr. William O'Loughlin, médico de a bordo del Titanic.
- Jack Watling: Joseph Boxhall, cuarto oficial del Titanic.
- Michael Bryant: James Paul Moody, sexto oficial del Titanic.
- Howard Lang: Henry Tingle Wilde, jefe de oficiales del Titanic.
- Cyril Chamberlain: Cabo George Rowe.
- Harold Goldblatt: Benjamin Guggenheim.
- Gerald Harper: Tercer oficial del Carpathia.
- Richard Clarke: Martin Gallagher.
- Patrick McAlinney: James Farrell.
- Patrick Waddington: Sir Cosmo Duff-Gordon (nombrado Sir Richard).
- Harriette Johns: Lady Lucy Duff-Gordon (nombrada Lady Richard).

### Personajes ficticios
- John Cairney: Patrick Murphy
- Ronald Allen: Sr. Clarke
- Jill Dixon: Sra. Clarke
- John Merivale: Robbie Lucas
- Honor Blackman: Liz Lucas
- Ralph Michael: Jay Yates
- Redmond Phillips: Sr. Hoyle
- Bee Duffell: Sra. Farrell

## Comentarios
- El papel que en la película interpreta el personaje del segundo oficial Charles Lightoller es bastante mayor al que desempeñó en la realidad (por ejemplo, no fue él quien disparó al aire para ahuyentar una avalancha sino su compañero Harold Lowe, aparece supervisando personalmente la carga de casi todos los botes mientras que en la realidad este papel se repartió entre él y el primer oficial William Murdoch, el altercado con Ismay lo tuvo otro oficial, no él). La razón de ello es la popularidad por aquel entonces en Gran Bretaña del actor Kenneth More, que interpreta dicho papel. No obstante, el modo en que se salvó del hundimiento definitivo del Titanic y sobre todo su papel entre los supervivientes que pasaron la noche encaramados al bote B, que estaba, tal como se ve en la película, volcado, sí se ajusta bastante a lo que pasó esa noche.
- El equipo de producción, supervisado por el productor William MacQuitty, utilizó los planos originales de la nave para recrear los escenarios del comedor y fumador de primera clase, la cubierta de paseo de tercera clase y la cubierta de botes de primera clase.

Las compuertas y salas de calderas también son bastante cercanas al aspecto real.
- El cuarto oficial del Titanic Joseph Boxhall y el comodoro retirado de la Cunard Line, Harry Grattidge, trabajaron como asesores técnicos en la película.
- Algunas escenas de la botadura aparece el RMS Queen Elizabeth, y para las escenas del zarpe, aparecen los archivos de la partida del RMS Lusitania en su último viaje en 1915, del último viaje del RMS Aquitania hacia el desguace en 1950, y un buque de la clase Liberty.
- Para los efectos especiales se usó una maqueta a flote en modo nocturno bastante cercana al aspecto exterior del Titanic.
- La discriminación clásica inglesa entre clases de pasajeros se deja entrever en varios pasajes de la película.
- En un papel menor aparece el actor Desmond Llewelyn. Se ha creado el mito urbano de que el actor Sean Connery participó como extra en esta película, la cual fue incluida en su filmografía en el libro "The Films of Sean Connery", de Wallace & Davis (1998). Pero en realidad la confusión vino por la difusión en las redes sociales de una foto del actor Larry Taylor, que sí participó interpretando a un marinero y con un ligero parecido al actor escocés.
- El actor Bernard Fox, quien interpretó al vigía Frederick Fleet, formaría después parte del reparto de la película Titanic (1997) de James Cameron donde interpretaría el papel del coronel Archibald Gracie.
- Muchos de los viajeros del Titanic en esta película son personajes ficticios pero basados en personajes reales, a menudo combinados en uno solo.